# Johann Nikolaus Myler von Ehrenbach

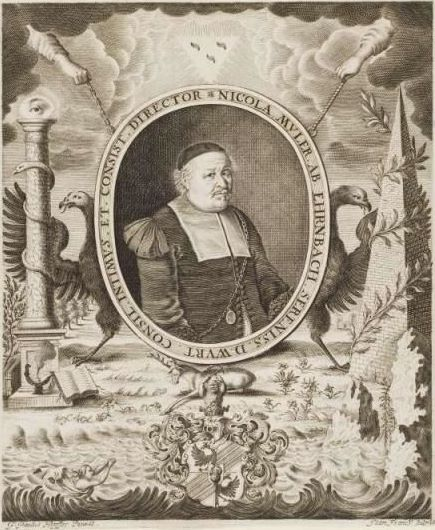
Johann Nikolaus Myler von Ehrenbach

Johann Nikolaus Myler von Ehrenbach (* 16. März 1610 in Urach; † 3. Oktober 1677 in Stuttgart) war herzoglich württembergischer Vizekanzler, Konsistorialdirektor und Staatsrechtsgelehrter.

## Leben
Johann Nikolaus Myler von Ehrenbach war ein Sohn des Uracher Bürgermeisters Heinrich Myler, der ein langjähriges Mitglied der württembergischen Landtage war. Er studierte ab 2. Dezember 1618 in Tübingen, Straßburg und Basel. Nach einigen Reisen schrieb er in Tübingen die Inauguraldissertation „De statibus Imperii eorumque jure“ (Tübingen, 1640, 4°) und wurde damit promoviert. 
Ab 1641 führte er in Tübingen eine Anwaltspraxis und hielt zugleich an der Universität Tübingen Vorlesungen über Staatsrecht. Herzog Eberhard III. rief 1643 als Regierungsrat nach Stuttgart und sandte ihn als Abgeordneten öfters zum schwäbischen Kreistag, zu auswärtigen Fürsten und schon 1643 an den kaiserlichen Hof nach Wien. Dorthin ging er auch 1658 als Mitglied der schwäbischen Kreisdeputation und blieb dort acht Monate. Herzog Eberhard, der ihm wegen seines Charakters und seiner Geschäftskenntnisse besonderes Vertrauen schenkte, beförderte ihn 1659 zum Direktor des Konsistoriums und obersten Kirchenrat. Außerdem übertrug er ihm die Stelle eines Vizekanzlers, eines Lehenpropstes und gab ihm die Oberaufsicht über die Universität Tübingen und die hiermit verwandten Anstalten.
Johann Frank hat ein Ölgemälde von G. Paul Hopffer in der Tübinger Professorengalerie als Vorlage für einen Kupferstich in Medaillonform und phantastisch-allegorischer Umrahmung benutzt. Der mit gerunzelter Stirn ernst blickende Gelehrte ist darauf in seinen mittleren Jahren in der Amtstracht eines württembergischen Konsistorialbeamten dargestellt.